# Efeu-Seidenbiene
Die Efeu-Seidenbiene (Colletes hederae) ist eine Art aus der Gattung der Seidenbienen. Trotz ihrer auffälligen Erscheinung und ihrem Vorkommen im faunistisch sehr gut erforschten Mitteleuropa blieb sie lange Zeit unentdeckt und wurde erst in jüngster Zeit als eigenständige Art beschrieben (Schmidt & Westrich 1993).

## Merkmale

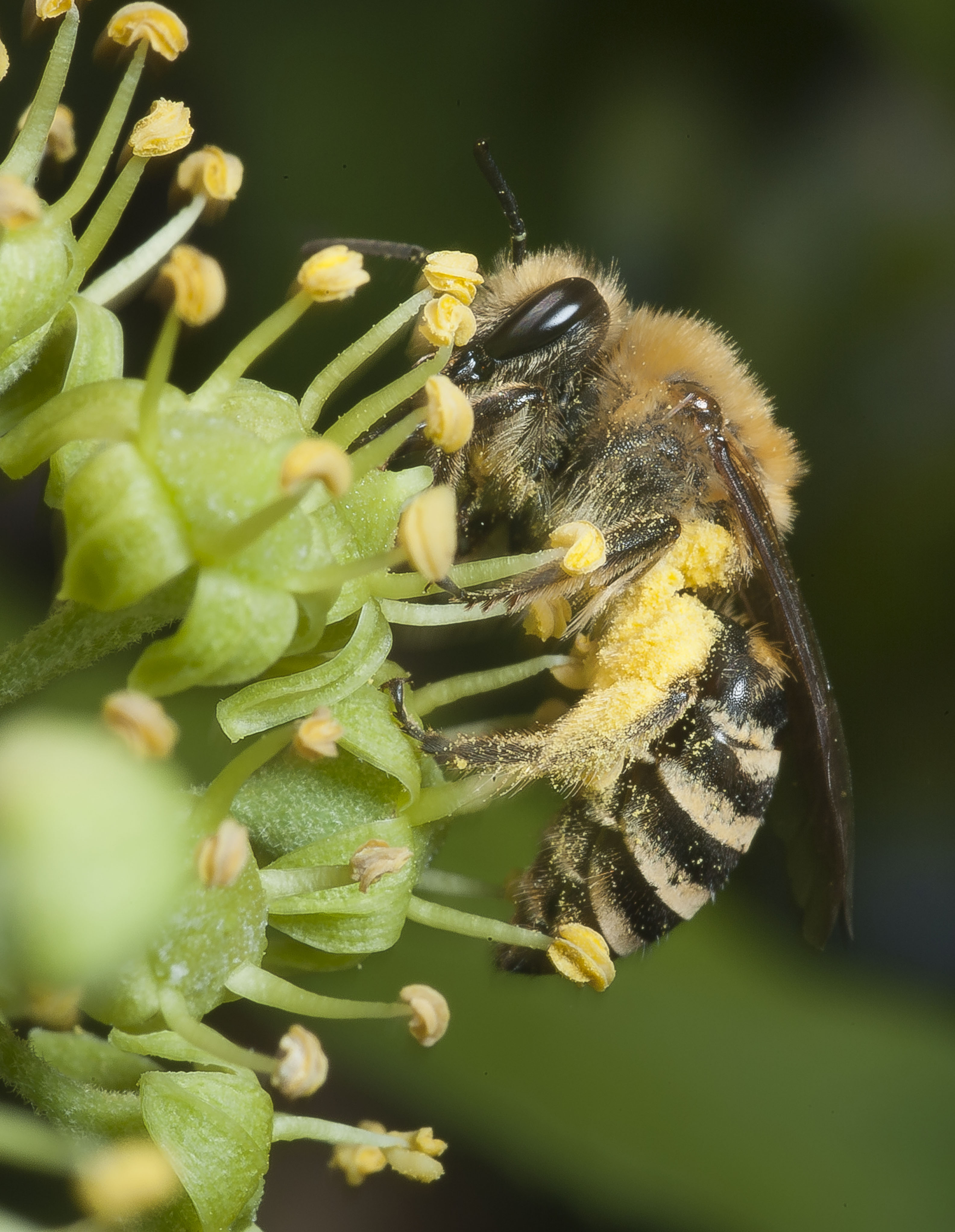
Colletes hederae auf Efeublüten

In ihrem Aussehen ähnelt die Efeu-Seidenbiene sehr stark der nahe verwandten Heidekraut-Seidenbiene (Colletes succinctus) und noch stärker der an den Küsten lebenden Salz-Seidenbiene (Colletes halophilus). Das Weibchen ist durchschnittlich 13, das Männchen 10 mm groß und damit deutlich größer als die Heidekraut-Seidenbiene. Die Brust ist dicht gelbbraun behaart, der Hinterleib besitzt breite, durchgehende Binden an den Enden der Hinterleibsringe, die bei frischen Tieren gelbbraun gefärbt sind im Gegensatz zur weißlichen Färbung bei der Salz-Seidenbiene. Ein weiteres Unterscheidungsmerkmal zu dieser Art ist die schwächere Punktierung auf dem zweiten Hinterleibsring.

## Lebensweise
Die auffälligste Eigenart dieser Biene, der sie auch ihren Namen verdankt, ist die Spezialisierung auf Efeupollen als Larvennahrung. Zu den typischen Blütenbesuchern des Efeus zählen normalerweise neben Wespen und Schwebfliegen allenfalls Honigbienen, dagegen kaum andere Bienen. Wegen der späten Blütezeit des Efeus erscheint die Efeu-Seidenbiene erst recht spät im Jahr, ab September, teilweise noch bis in den November. Sie gehört damit zu den spätesten Stechimmen Mitteleuropas. Die Nester werden im Boden angelegt, ideale Nistplätze bilden Lößwände. Hier kann bei günstigen klimatischen Bedingungen und einem reichen Bewuchs von Efeupflanzen gelegentlich ein Massenauftreten der Efeu-Seidenbiene beobachtet werden (Schmid-Egger 1997).

## Verbreitung
Das Verbreitungsgebiet ist noch nicht gründlich erforscht, bisher wurde die Art unter anderem von Spanien, Belgien, Niederlande, Großbritannien und Frankreich im Westen über Deutschland und Schweiz bis nach Kroatien gefunden. In Deutschland konzentriert sich die Verbreitung in der Oberrheinebene und dem Mittelrhein sowie dem angrenzenden Moseltal.
Im Jahr 2006 wurde eine deutliche Ausbreitungswelle dieser Art in Deutschland und der Nordschweiz beobachtet. Viele Funde stammen aus Regionen, in denen sie vorher noch nicht nachgewiesen wurde. Seit 1999  ist die Art in Bayern in Ausbreitung begriffen. Bemerkenswerterweise befinden sich die meisten neu aufgefundenen Nistplätze der Efeu-Seidenbiene in Sandkästen von Kindergärten. Ein Vorkommen in früheren Jahren gilt dort als ausgeschlossen, wodurch auf eine echte Arealausweitung geschlossen werden kann. In Österreich erstmals 2006 in Wien gefunden, inzwischen aus Niederösterreich und der Steiermark nachgewiesen.

## Entdeckung
Es mag überraschen, dass diese auffällige Art nicht früher entdeckt wurde. Der Hauptgrund ist, dass frühere Funde für die sehr ähnliche Heidekraut-Seidenbiene oder die Salz-Seidenbiene gehalten wurden. Abweichende Blütenbesuche wurden entweder übersehen oder ihnen wurde keine große Bedeutung beigemessen. Hinzu kommt, dass üblicherweise weder in der Flugzeit der Efeu-Seidenbiene noch an deren Futterpflanze intensiv nach Stechimmen geforscht wird. Außerdem war die Art offenbar in Mitteleuropa nur sehr lokal verbreitet.
Erste Indizien ergaben sich bei systematischen Untersuchungen der Pollenladungen. Der Fund von Efeupollen wurde zunächst als Ausweichen auf eine andere Futterpflanze bei Nahrungsmangel gedeutet. Beobachtungen des Blütenbesuchs der vermeintlichen Heidekraut-Seidenbienen und die überdurchschnittliche Größe der Tiere ließen dann allerdings die Vermutung aufkommen, dass es sich um eine bisher unerkannte Art handelt.